# Peter Evans
Peter Evans (n. 1 august 1961, Perth, Australia de Vest, Australia) este un înotător ce a reprezentat Australia, medaliat olimpic. A participat la 2 ediții ale Jocurilor Olimpice (1980, 1984) în care a câștigat două medalii de aur și 4 medalii de bronz.